# Giudici biblici
I Giudici biblici (in ebraico שופטים‎?, Shôphaatîm o shoftim) sono dei personaggi biblici che ricoprivano il ruolo di governanti e capi militari, oltre a presiedere le udienze.
Nel Libro dei Giudici sono presentati come capi militari, civili e spirituali ispirati da Dio in determinate occasioni per liberare una o più tribù Israelitiche dalla minaccia delle popolazioni vicine oppure per guidare gli Israeliti in guerra. Tuttavia, come si può dedurre dalla grave ed oscura situazione sociopolitica che vivevano allora gli Israeliti, i giudici in questione non erano sempre dei leader religiosamente devoti o degli statisti eccezionali, ma più che altro individui ambiziosi ed eroi locali (in quanto non si era ancora riuscita a riconquistare un'unità nazionale definita).
Accanto a queste figure di stampo militare, il libro racconta anche dei giudici responsabili dell'ordinaria amministrazione e della vita legislativa all'interno delle varie tribù, i cosiddetti giudici minori.

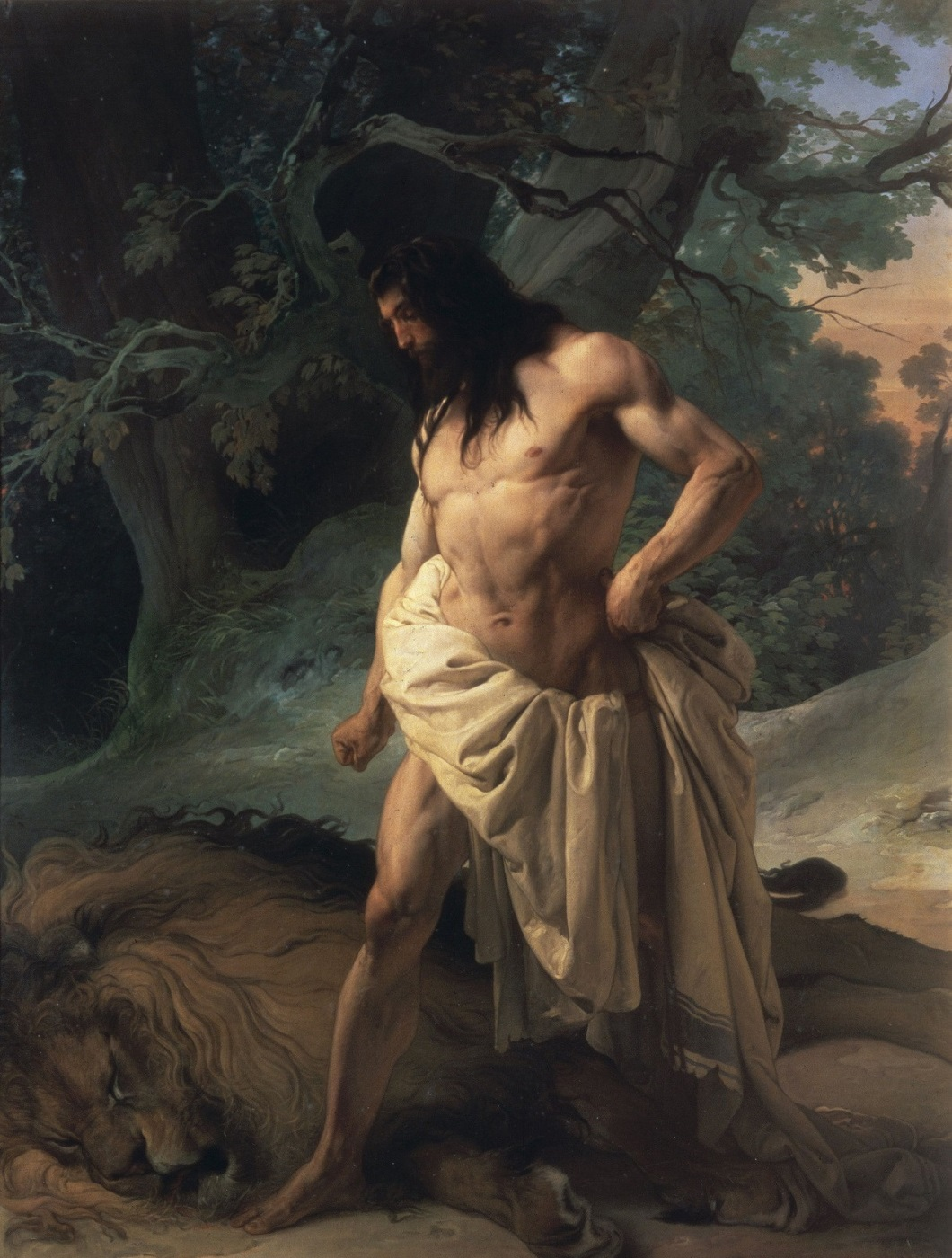
Sansone e il leone, dipinto da Francesco Hayez (1842; Firenze, Galleria d'arte moderna).

Questi personaggi accompagnano la storia del popolo ebraico dall'insediamento in Palestina al tempo di Giosuè e fino all'avvento della monarchia con il re Saul. Dopo la conquista di Canaan da parte di Giosuè, le tribù d'Israele avevano formato una debole confederazione. Siccome in questo periodo e nei seguenti periodi di crisi non ci fu mai un governo centrale, il popolo ebraico venne guidato da questi giudici scelti ad hoc.

## Elenco dei Giudici biblici

### Menzionati nel Pentateuco
- Mosè – discendente dei patriarchi, condottiero degli israeliti durante l'Esodo, profeta, istitutore della carica dei giudici; tribù di Levi
- Aronne – condottiero degli israeliti durante l'Esodo, profeta, sacerdote (Kohanim); tribù di Levi

### Menzionati in Giosuè
- Giosuè – condottiero degli israeliti durante la conquista e insediamento della terra di Caanan; tribù di Efraim

### Menzionati in Giudici
- Otniel – genero di Caleb, giudice per quarant'anni durante l'oppressione degli Aramei; tribù di Giuda (Gdc 3:7-11)
- Eud – giudice per ottant'anni durante l'oppressione dei Moabiti; tribù di Beniamino (Gdc 3:12-30)
- Samgar – considerato un giudice non-convenzionale, in quanto non-israelita (forse un proselito)* (Gdc 3:31)
- Debora – profetessa e giudice per quarant'anni durante l'oppressione dei Cananiti guidati da Sisara. Fu la sola donna del gruppo dei giudici biblici; tribù di Efraim (Gdc 4:1–5:31)
- Barac (o Barak) – giovane condottiero, convocato da Debora durante l'oppressione dei Cananiti guidati da Sisara. Barak non fu un giudice di Israele, ma un comandante militare. Pur essendo un leader militare di spicco, non è mai menzionato come giudice nel testo biblico; tribù di Neftali (Gdc 4:1–5:31)
- Gedeone – giudice per quarant'anni durante durante l'oppressione dei Madianiti; tribù di Manasse (Gdc 6:1–8:35)
- Abimelech – figlio del giudice Gedeone, autoproclamatosi re di Sichem; tribù di Manasse (Gdc 9:1-57)
- Tola – giudice di Israele per ventitré anni nella regione montagnosa di Efraim; tribù di Issachar (Gdc 10:1-2)
- Iair – giudice per ventidue anni durante l'oppressione degli Ammoniti; tribù di Giuda e Manasse 	(Gdc 10:3-5)
- Iefte –  giudice per sei anni a Gàlaad durante l'oppressione degli Ammoniti; tribù di Manasse (Gdc 10:6–12:7)
- Abesan (o Ibzan) – giudice per sette anni a Betleem; tribù di Zabulon (Gdc 12:8-10)
- Elon – giudice per dieci anni nel territorio di Zabulon; tribù di Zabulon (Gdc 12:11-12)
- Abdon – giudice per per otto anni nel paese di Èfraim, sul monte degli amaleciti; tribù di Efraim (Gdc 12:13-15)
- Sansone – giudice nazireo per venti anni durante l'oppressione dei Filistei; tribù di Dan (Gdc 13:1–16:31)

### Menzionati in Samuele
- Eli – sommo sacerdote nella città di Silo, fondatore della comunità Samaritana; tribù di Levi
- Samuele – profeta nazireo, untore di Saul e Davide; tribù di Efraim
- Gioele – governò col fratello; tribù di Efraim
- Abia – governò col fratello; tribù di Efraim

### Menzionati in Cronache
- Kenania – menzionato brevemente come giudice insieme ai suoi figli e poi come suddito di Davide; tribù di Levi[5]
- Amaria – menzionato brevemente come giudice e in seguito Kohanim; tribù di Levi
- Zebadia – menzionato brevemente; tribù di Levi

*Samgar - le sue gesta, a parte il Cantico di Debora, sono citate nel solo versetto Gc3,31, che i critici però considerano essere un'aggiunta posteriore al testo, essi ritengono invece non fosse originariamente nella lista dei giudici; ad esempio, gli esegeti della École biblique et archéologique française (i curatori della cattolica Bibbia di Gerusalemme) precisano che «questo v. [Gc3,31] è un'aggiunta (cf. 4,1). Pare che Samgar non sia un Israelita: il suo nome è straniero; da quanto sembra egli è originario di Bet-Anat, in Galilea, che era restata cananea (1,33). La sua inserzione nella lista dei giudici deriva probabilmente da una cattiva comprensione di 5,6», ovvero proprio del Cantico di Debora che, come ricordano gli esegeti cristiani, presenta parecchie incongruenze ed è «la disperazione della poesia ebraica arcaica: dei 106 versi, quasi la metà in un modo o in un altro presentano oscurità, incertezze, ambiguità».

## Storicità
Molti storici e biblisti hanno cercato di collocare cronologicamente il periodo dei giudici, ma hanno riscontrato varie complicazioni: in Giudici 11:26 viene menzionato che al tempo di Iefte erano già passati 300 anni dalla conquista di Canaan, mentre se si contasse ogni anno di oppressione, ogni anno di pace e la durata di alcuni dei giudici, si arriverebbe a un totale di 410 anni, se poi si piazza l'inizio della monarchia unita all'anno 1000, si arriverebbe a circa il 1510 a.C., il ché precederebbe la conquista di Canaan stessa e il racconto dell'Esodo.
Hugh G. M. Williamson ha dedotto che, molto probabilmente, i regni dei giudici non erano consecutivi, bensì alcuni si sovrapponevano tra loro, diminuendo così la loro durata. Lo stesso ha calcolato che il periodo dei giudici ci sia stato tra il 1382 a.C. circa e il 1063 a.C., prendendo in considerazione la vittoria di Debora, convenzionalmente datata al 1216 a.C. Questa è la datazione più creduta, altre ad esempio includono dal 1150 a.C. al 1025 a.C.
Durata dei giudici secondo Williamson
| Giudice   | Regno          |
| --------- | -------------- |
| Otniel    | 1397-1361 a.C. |
| Eud       | 1344-1268 a.C. |
| Debora    | 1250-1214 a.C. |
| Gedeone   | 1208-1170 a.C. |
| Abimelech | 1170-1168 a.C. |
| Tola      | 1168-1146 a.C. |
| Iair      | 1146-1125 a.C. |
| Iefte     | 1108-1081 a.C. |
| Ibsan     | 1108-1081 a.C. |
| Elon      | 1108-1081 a.C. |
| Abdon     | 1108-1081 a.C. |
| Sansone   | 1080-1063 a.C. |
| Eli       | 1063-1024 a.C. |
| Samuele   | 1024-1020 a.C. |